# Линкълн (море)
Море Линкълн (на английски: Lincoln Sea) е периферно море на Северния ледовит океан, разположено край северните брегове на Гренландия и североизточните брегове на остров Елсмиър. На юг чрез система от протоци (Смит, Кенеди и Робсън) и водни басейни (Нерс и Хол) се свързва с море Бафин на Северния ледовит океан. Северната му граница с останалата част на Северния ледовит океан се прекарва по линията от нос Колумбия (най-северната точка на остров Елсмиър) до нос Морис Джесъп (най-северната точка на Гренландия). Море Линкълн е най-северното море на Земята.
Дължина от запад на изток 450 km, ширина до 150 km, Площ 38 хил.km2. Средна дълбочина 289 m, максимална 592 m. Бреговете му са скалисти, силно разчленени от множество фиорди, в които се спускат ледници. Теченията са предимно с източно направление. Приливите са полуденонощни с височина до 0,8 m. И изключение на крайната му южна част, която за кратко през лятото се освобождава от ледена покривка, останалите му части целогодишно са покрити с дрейфуващи ледове с дебелина до 2,2 m. Море Линкълн е открито през 1871 г. от американската полярна експедиция ръководена от Чарлз Френсис Хол и е наименувано в чест на 16-ия американски президент Ейбрахам Линкълн.